# Christian Lealiifano
Christian P. Leali'ifano (Auckland, 24 de septiembre de 1987) es un jugador australiano de rugby nacido en Nueva Zelanda que se desempeña como centro.

## Selección nacional
Fue convocado a los Wallabies por primera vez en junio de 2013 para enfrentar a los British and Irish Lions que se encontraban realizando su gira por el país. Hasta el momento jugó 19 partidos y marcó un total de 124 puntos.